# 2024년 하계 올림픽 잠비아 선수단
2024년 하계 올림픽 잠비아 선수단은 2024년 7월 26일부터 8월 11일까지 프랑스 파리에서 열리는 2024년 하계 올림픽에 참가한 올림픽 잠비아 선수단이다.

## 출전 선수
| 종목 | 남자 | 여자 | 전체 |
| ---- | ---- | ---- | ---- |
| 육상 | 4    | 0    | 4    |
| 복싱 | 1    | 1    | 2    |
| 축구 | 0    | 18   | 18   |
| 유도 | 1    | 0    | 1    |
| 수영 | 1    | 1    | 2    |
| 전체 | 7    | 20   | 27   |

## 메달 집계
| 종목 | 1 | 2 | 3 | 합계 |
| 종목 | ' | ' | ' | '    |
| 종목 | ' | ' | ' | '    |
| 종목 | ' | ' | ' | '    |
| 합계 | ' | ' | ' | '    |

## 종목별 성적

### 복싱
남자
- 패트릭 치니예마

여자
- 마거릿 템보

### 수영
남자
- 데이미언 샤맘보

여자
- 미아 피리

### 유도
남자
- 사이먼 줄루

### 육상
남자
- 무잘라 사무콩가

### 축구
여자

## 같이 보기
- 2024년 하계 올림픽